# 1522 w literaturze
Wydarzenia literackie w 1522 roku.

## Nowe książki
- polskie
  - Ecclesiastes, księgi Salomonowe (tłumaczenie Księgi Koheleta autorstwa Hieronima Spiczyńskiego)
  - Biernat z Lublina – Żywot Ezopa Fryga
  - Historia o Szczęściu
  - Baltazar Opec – Żywot Pana Jezu Krysta

## Urodzili się
- Joachim du Bellay – francuski poeta

## Zmarli
- Gavin Douglas – szkocki poeta i duchowny
- Andrzej Drążyński – polski zakonnik i pisarz